# Siggi Fassl

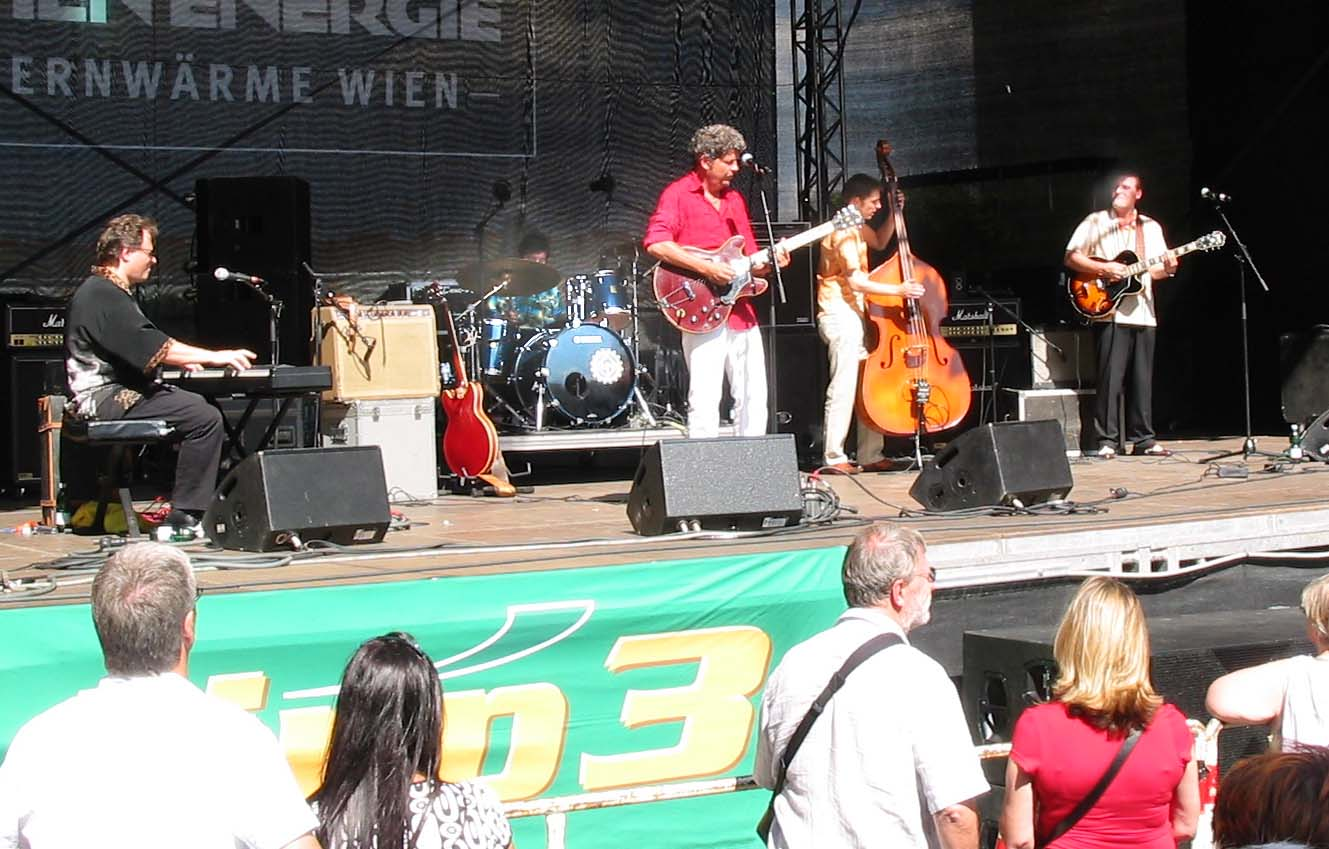
Siggi Fassl (rechts) mit der Mojo Blues Band, 2007

Sigurd „Siggi“ Fassl (* 1966 in Wien) ist ein österreichischer Blues- und Rockabillygitarrist.

## Leben
Siggi Fassl wuchs mit Country-Musik auf, die sein Vater oft spielte. Er hörte Willie Nelson, Kris Kristofferson oder Buck Owens. Diese frühe Prägung blieb erhalten, denn neben der Mojo Blues Band spielt er noch bei den Honkytonk Playboys, die sich der Countrymusic aus den 1930er und 1940er Jahren verschrieben haben.
Seine ersten Gitarrengriffe lernte er im Alter von sechzehn Jahren. Seine erste Begegnung mit dem Blues hatte er, als er Al Cook und Erik Trauner in Wiener Lokalen spielen hörte. Mit Erik Trauner freundete er sich an und hörte bei ihm seine Countryblues-Alben. Musiker wie Mississippi John Hurt, Blind Willie McTell oder Robert Johnson wurden dadurch seine Vorbilder.
1988 gründete er mit Christian Sandera Hooked On Blues, die noch im selben Jahr auf Al Cooks Jubiläumsalbum 25 Blues Years zu hören war. Nach verschiedenen Klubkonzerten und Openair-Auftritten wurde die Band als Backingband für Louisiana Red gebucht. Ihr nächster Karrierehöhepunkt war der Auftritt als Vorband für Magic Slim and the Teardrops.
Als Begleitmusiker spielte er mit Louisiana Red, Big Jay McNeely, Magic Slim, Eddie Van Shaw und anderen, außerdem wirkte er bei Studioproduktionen von Al Cook, Johnny & the Creditcards oder The Jive Giants mit. Seit 2002 tritt er mit der Mojo Blues Band und als Solomusiker auf.

## Diskografie
- I have to stop – 1992 – Wolf Records (mit Hooked on Blues)
- Get out Blues – 2004 – Styx Records (mit Mojo Blues Band)
- We keep moving on - 2004 - ORF-CD (solo live)
- Thirty Year Blues Affair – 2007 – Styx Records (mit Mojo Blues Band)
- I did the same mistake again – 2009 – Styx Records
- Do you remember? – 2010 – Styx Records (mit den The Honky Tonk Playboys)
- Jukebox Junky - Siggi Fassl's Tribute to Jerry Lee Lewis - 2011 - Wolf Records
- Siggi Fassl – Live in Concert (DVD) – 2009